# Tauchenbach (Pinka, bei Pinggau)
Der Tauchenbach, auch Tauchen genannt, ist ein rund 15 Kilometer langer Flusslauf im niederösterreichischen Industrieviertel und in der Oststeiermark. 

## Lauf und Landschaft
Der Tauchenbach entspringt im südöstlichen Wechselgebiet, westlich von Mönichkirchen an der Einsattelung der Mönichkirchner Schwaig (1174 m ü. A.) auf etwa 1140 m, südlich des Kogel (1289 m ü. A.). Der Bach fließt dann südostwärts an Mönichkirchen vorbei nach Tauchen, und bildet die niederösterreichisch-steirische Landesgrenze. Zwischen dem niederösterreichischen Ortsteil Tauchen und Steirisch-Tauchen wechselt er ganz ins Steirische.
Er gewinnt nun zunehmend südliche Richtung und bildet dann die Gemeindegrenze Pinggau zu Schäffern. Bei Tanzegg erreicht er das Pinkatal und mündet bei Lafnitzdorf, gut 2 Kilometer südöstlich von Pinggau, von links in die Pinka (die hier auch Pinggaubach genannt wird).
Sein wichtigeren Zubringer sind der Pfeffergraben (Bäckergraben) direkt von Mönichkirchen und der Spitalbach, der südöstlich von Mönichkirchen am Windbichl entspringt und bei der Rodelmühle unterhalb von Anger zufließt.
Der Tauchenbach gilt mit dem Wechselpass als mögliche Grenze des Wechselgebiets zur Buckligen Welt respektive den Bernsteiner Bergen.